# Рукатка
Рука̀тката, срещана в някои български диалекти като ръка̀тка или уша̀тка, е традиционен старинен български глинен съд за подквасване и съхраняване на кисело мляко. Вместимостта ѝ е около 0,5 до 1 литър.
От външната страна е гледжосана, а отвътре — не. Така при подквасването на млякото суроватката се абсорбира от стените на съда като се получава плътен, и стегнат коагулум, а полученият продукт е гъст. Рукатката се отличава от глинените гърнета по малкия си обем, както и по формата, и местоположението на дръжката, която винаги е единична, и преминава над отвора на съда.
Освен за кисело мляко, рукатката в миналото се е използвала за пренасяне на пчелен мед, когато хората са отивали да работят на полето или са тръгвали на дълъг път.